# Panorama (geografia)
Panorama – szeroki, rozległy widok krajobrazu, miasta lub okolicy obserwowany ze znacznej odległości z wyżej położonego w terenie punktu widokowego. Technika fotografii umożliwia utrwalanie takiego widoku za pomocą odpowiednich zdjęć panoramicznych.